# Masters de Indian Wells 1998

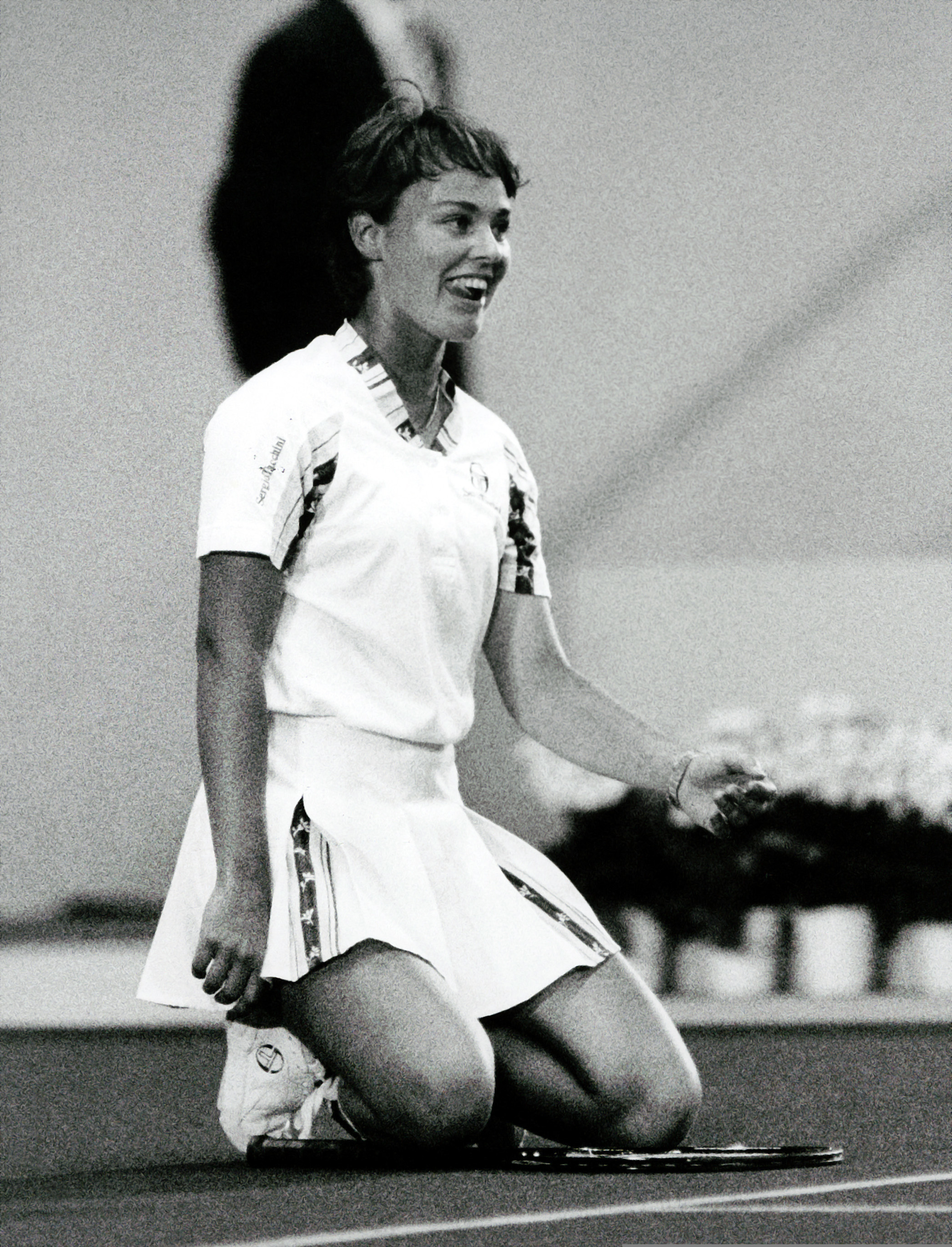
Martini Hingis

El 1998 Newsweek Champions Cup and the State Farm Evert Cup fue la 22.ª edición del Abierto de Indian Wells, un torneo del circuito ATP y WTA Tour. Se llevó a cabo en las canchas duras de Indian Wells, en California (Estados Unidos), entre el 5 y el 15 de marzo de ese año.

## Ganadores

### Individual masculino
Marcelo Ríos venció a  Greg Rusedski, 6–3, 6–7(15–17), 7–6(7–4), 6–4

### Individual femenino
Martina Hingis venció a  Lindsay Davenport, 6–3, 6–4

### Dobles masculino
Jonas Björkman /  Patrick Rafter vencieron a  Todd Martin /  Richey Reneberg, 6–4, 7–6

### Dobles femenino
Lindsay Davenport /  Natasha Zvereva vencieron a  Alexandra Fusai /  Nathalie Tauziat, 6–4, 2–6, 6–4